# Marcello Filonardi
Marcello Filonardi (Bauco, 1608 – Pontecorvo, 24 maggio 1689) è stato un vescovo cattolico italiano.

## Biografia
I suoi genitori furono Cinzio e Dorotea Santori di Caserta nipote del cardinale Giulio Antonio Santori.
Fu creato referendario dell'una e dell'altra Segnatura e fu famigliare di papa Alessandro VII.
Succedette a Francesco de Pace come vescovo di Aquino l'11 ottobre 1655. .
Marcello fu il quarto vescovo della famiglia Filonardi nella cattedra di Aquino: Flaminio Filonardi, Filippo Filonardi cardinale, Alessandro Filonardi e infine Marcello.
Si prodigò sempre per aiutare le persone bisognose della sua diocesi, lo storico Modesto Arcangeli nel suo libro Memorie storiche di Bauco lo ricorda così: «fu molto sollecito di procurare alla sua greggia non solo i beni che potevano condurla alla eterna salute, ma, secondo che il tempo richiedeva, ancora provederla di beni temporali. E dove il timore della grandine o di altre intemperie dell'aria avesse minacciato il raccolto, concesso loro facoltà di lavorare né di festivi. Infatti nel Giugno del 1684 die' la licenza a' Sangiovannesi di poter raccogliere le biade, il fieno e l'uve perché non pericolasse il raccolto»
Morì a Pontecorvo il 24 maggio 1689..